# Йоанис Филимон
Йоанис Филимон (на гръцки: Ιωάννης Φιλήμων) е гръцки историк и издател от XIX век, участник и историк на гръцката революция. 

## Биография
Йоанис Филимон е член на тайна революционна организация Филики Етерия. Още в началото на Гръцката революция през 1821 година успява да напусне Архипелага през Пелопонес, след което се присъединява към свитата на приятеля си Димитриос Ипсилантис, със семейството си, и става негов секретар.
След битката при Наварин, през 1829 година, води мирните преговори от гръцка страна. От 1831 година издава вестник „Ириникос“, който е на позициите на Йоан Каподистрия.
Йоанис Филимон издава няколко книги посветени на гръцката революция и по този начин се превръща в един от основните ѝ историографи, както и ценен източник за днешните историци. Познава почти всички участници в събитията, което го улеснява много. Филимон е сравнително безпристрастен наблюдател и на гръцко-българския църковен спор.
Умира в Атина през 1874 година.